# フキシャンフィア
フーシェンフイア（Fuxianhuia、またはフーシャンフイア、フクシアンフイア、フージャンフイア）は、約5億年前のカンブリア紀に生息した化石節足動物フーシェンフイア類の一属。細長い腹部に三叉状の尾をもつ、中国雲南省から2種が発見される。

## 名称
学名「Fuxianhuia」と中国語名「撫仙湖蟲」（簡体字：抚仙湖虫、ピンイン：Fǔ xiān hú chóng、フーシェンフーチョン）は、発見地の中国雲南省にある撫仙湖（ピンイン：Fǔ xiān hú、フーシェンフー）に由来する。模式種（タイプ種）Fuxianhuia protensa（中国語名：延長撫仙湖蟲/延長撫仙湖虫）の種小名 「protensa」は、長く伸びた胴部を表したものである。2つ目の種 F. xiaoshibaensis （中国語名：小石壩撫仙湖蟲/小石坝抚仙湖虫）の種小名「xiaoshibaensis」は、その化石標本が最初に見つかった堆積累層 Xiaoshiba Lagerstätte（Xiaoshiba biota、小石壩動物群/小石坝动物群）による。

## 化石と発見

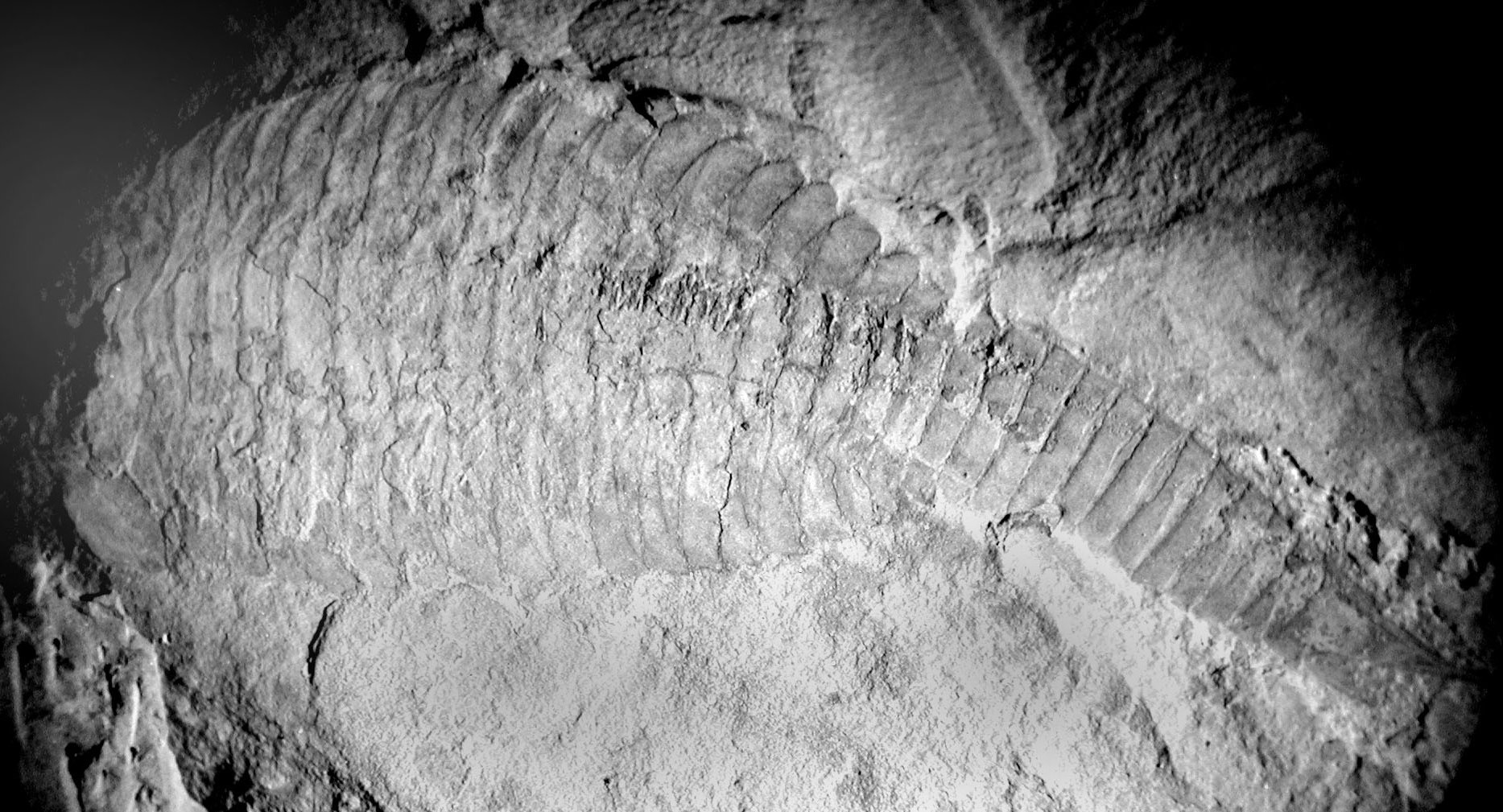
Maotianshan Shale（澄江動物群）から産出した Fuxianhuia protensa の化石標本

フーシェンフイアの化石標本 (分類学)は、中国雲南省のカンブリア紀第三期に該当する複数の堆積累層（Maotianshan Shale/澄江動物群, Xiaoshiba Lagerstätte/Xiaoshiba biota, Hongjingshao Formation）から発見される。中でも模式種である Fuxianhuia protensa は発見が特に完全で、外部構造のみならず、脳・循環系・消化系などの内部構造と様々な成長段階を表した個体まで見つかり、本属とフーシェンフイア類全般の解剖学、発生学と分類学的見解に多くの情報を与えていた（詳細はフーシェンフイア類の項目を参照）。これにより、フーシェンフイアはカンブリア紀の動物の中でも、内部構造が最も完全に知られるものとして評価される。

## 形態

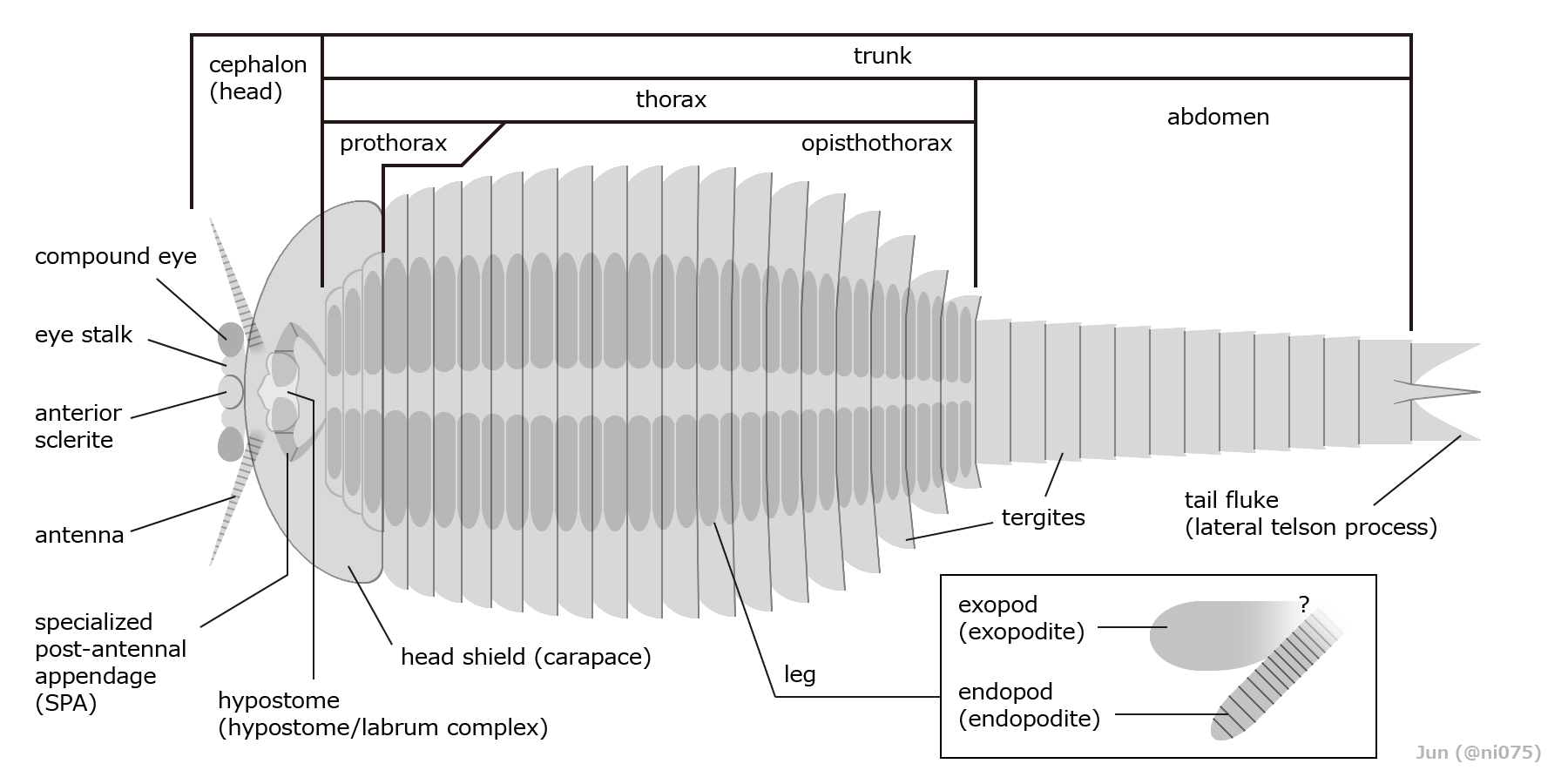
Fuxianhuia protensa の外部形態

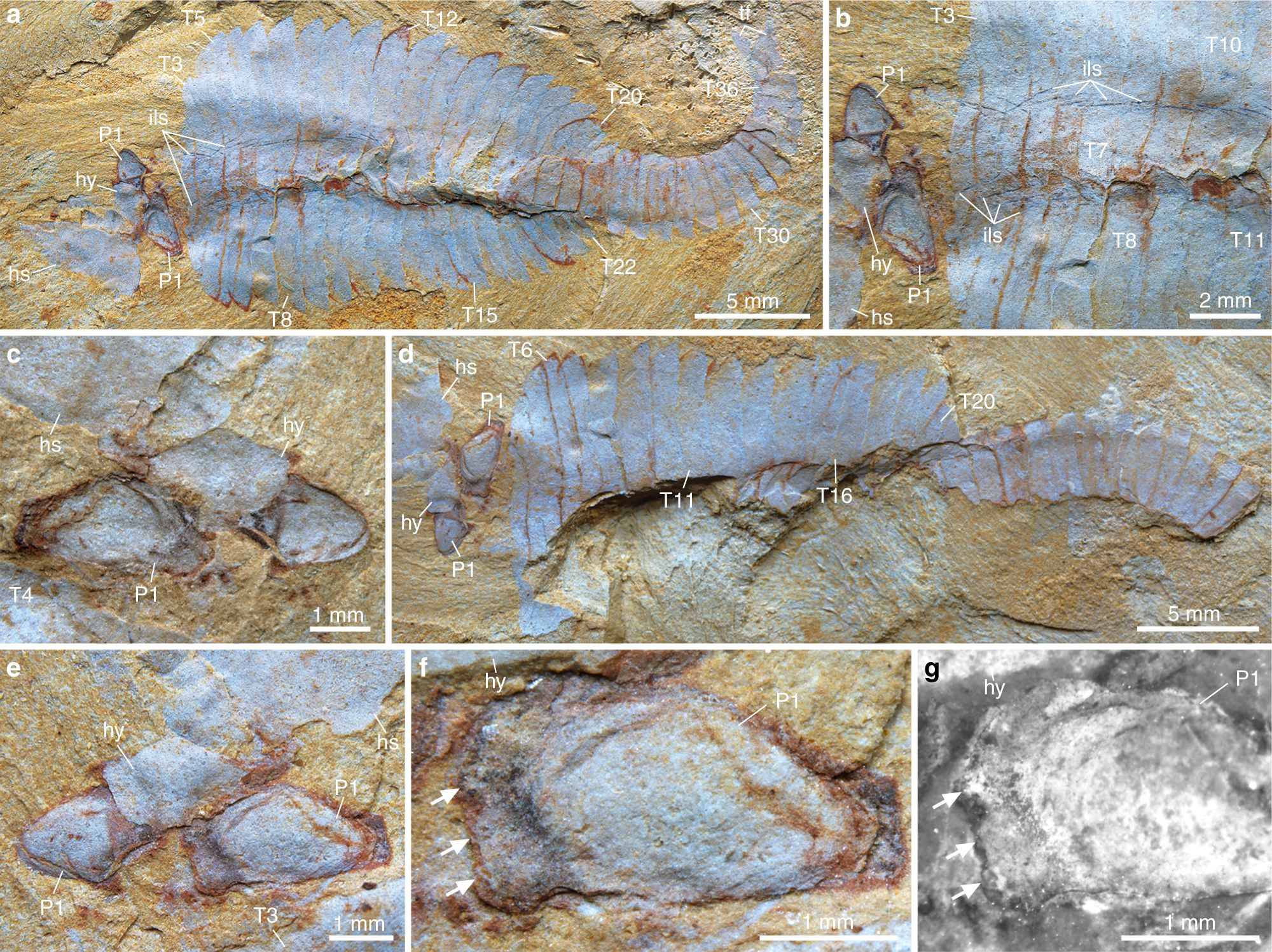
Fuxianhuia xiaoshibaensis の化石標本
hs：背甲、hy：ハイポストーマ、P1：触角直後の特化した付属肢（SPA）の第1肢節、T：背板、tf：尾節左右の構造体、wl：脚の内肢、矢印先：SPAの鋸歯

体長最大3.2cmから8cmで、十数節の細い腹部と三叉状の尾が特徴的なフーシェンフイア類である 。触角以外の付属肢（関節肢）は、常に幅広い体の下に覆われている。
以下は特記しない限り、ステージ24-30の成長段階の特徴を基に記述する。なお、本属に限らず、フーシェンフイア類全般に共通とされる内部構造（脳・循環系・消化系）の特徴についてはフーシェンフイア類#内部構造を参照のこと。

### 頭部
頭部（cephalon）他のフーシェンフイア類と同様、先頭には1枚の小さな甲皮（anterior sclerite）と能動的な眼柄に突出した1対の複眼をもつ。甲皮直後の半円形の背甲（carapace, head shield）は横幅が縦幅の倍以上に広く（成長段階が幼いほど横幅と縦幅が近い）、頭部の付属肢と直後の前胸部を上から被る。
腹面の口はチョウの形に似た1枚のハイポストーマ（hypostome、もしくは頭楯 clypeus と上唇 labrum の複合体）に覆われ、その直前には触角、左右には「specialized post-antennal appendage」（通称「SPA」）という3節に分れた付属肢をそれぞれ1対もつ。SPAの基部は目立たない鋸歯が並んで、鉤爪状の先端は丸みを帯びた構造体をもつ。なお、この付属肢は化石標本によって位置があまり変化しないため、他のフーシェンフイア類のSPAと共に、一時的には消化管左右の分岐と誤解釈されていた。

### 胴部
胴部（trunk）は最多30数枚の背板（tergite）に覆われ、前後で明確に幅広い胸部（thorax）と細い腹部（abdomen）に分かれている。
胸部前3枚の退化的な背板に現れる部分は前胸部（prothorax）で、背板1枚につき1対の脚に対応する（この前胸部と頭部の間は、更に2節の退化的な体節があるとも考えられる）。残りの11から22枚は後胸部（opisthothorax）で、背板の左右（tergopleurae）は脚を完全に覆うほど出張って、先端が後ろ向きに尖る。出っ張りの後縁は鋸歯状もしくは滑らかなで、これは性的二形を表した可能性がある。後胸部の背板と脚は不揃いで、前方数枚の背板のみ1枚につき脚1対、後方の背板に向けて次第覆われる脚の数が徐々に2-3対まで増やす（ステージ8-9幼生の場合、後胸部の背板は4枚で左右に出っ張らず、1枚につき3-4対の脚を被る）。
数十対（ステージ8-9幼生は十数対）の同規的な脚は外肢（exopod）と内肢（endopod）でできた二叉型付属肢で、前後ほど短い。外肢は単調な楕円形で内肢と同じほど長く、内肢は丈夫な円柱状で十数節以上の短い肢節に分かれ、先端は丸みを帯びて尖らない。原節（protopod、外肢と内肢につながる基部の肢節）は不明。
後半の12から16枚の背板に現れる部分は細い円柱状の腹部で、脚や出っ張りはないが、最終腹節の後方は背面中央に1本の棘（これが尾節 telson ともされる）、左右に2本の能動的な三角形の構造体（lateral telson process）があり、三叉状の尾をなしている。

## 生態
他のフーシェンフイア類に似て、フーシェンフイアは遊泳底生性（nektobenthic、底生性に近い遊泳性）で、海底の近くに生息し、脚の外肢で呼吸していたと考えられる。かつては頭部構造に対する誤解釈（SPAが消化管の枝と誤解された）と単調な消化管のみ知られたため、堆積物しか摂れないという単純な食性をもつとされてきたが、SPAの咀嚼器的な鋸歯と消化効率を向上させる消化腺が後に判明し、捕食者や腐肉食者であったことが示唆される。
発育様式はカブトエビやカシラエビに似た増節変態（anamorphic development）で、幼い個体ほど背板と脚の数が少ない。一定の齢期に達すると、背板は腹部で2齢期につき1枚を増やして、次の齢期でその最初の1枚が胸部の最終の1枚に変化するようになる。この成長様式と前胸部以外の背板数を基に齢期を分かれると、Fuxianhuia protensa はステージ30（前胸部以外の背板30枚）まで成長だき、少なくともステージ24からは腹部の背板数が齢期ごとに13枚と12枚に入れ替わったとされ、次の表の通りに列挙される。
| ステージ （前胸部以外の背板総数） | 1-7（不明） | 8 | 9 | 10-23（不明） | 24a | 24b | 25a | 25b | 26a | 26b | 27a | 27b | 28a | 28b | 29a（不明） | 29b | 30a | 30b |
| 後胸部の背板数                    | ?           | 4 | 4 | ?             | 11  | 12  | 12  | 13  | 13  | 14  | 14  | 15  | 15  | 16  | 16?         | 17  | 17  | 18  |
| 腹部の背板数                      | ?           | 4 | 5 | ?             | 13  | 12  | 13  | 12  | 13  | 12  | 13  | 12  | 13  | 12  | 13?         | 12  | 13  | 12  |

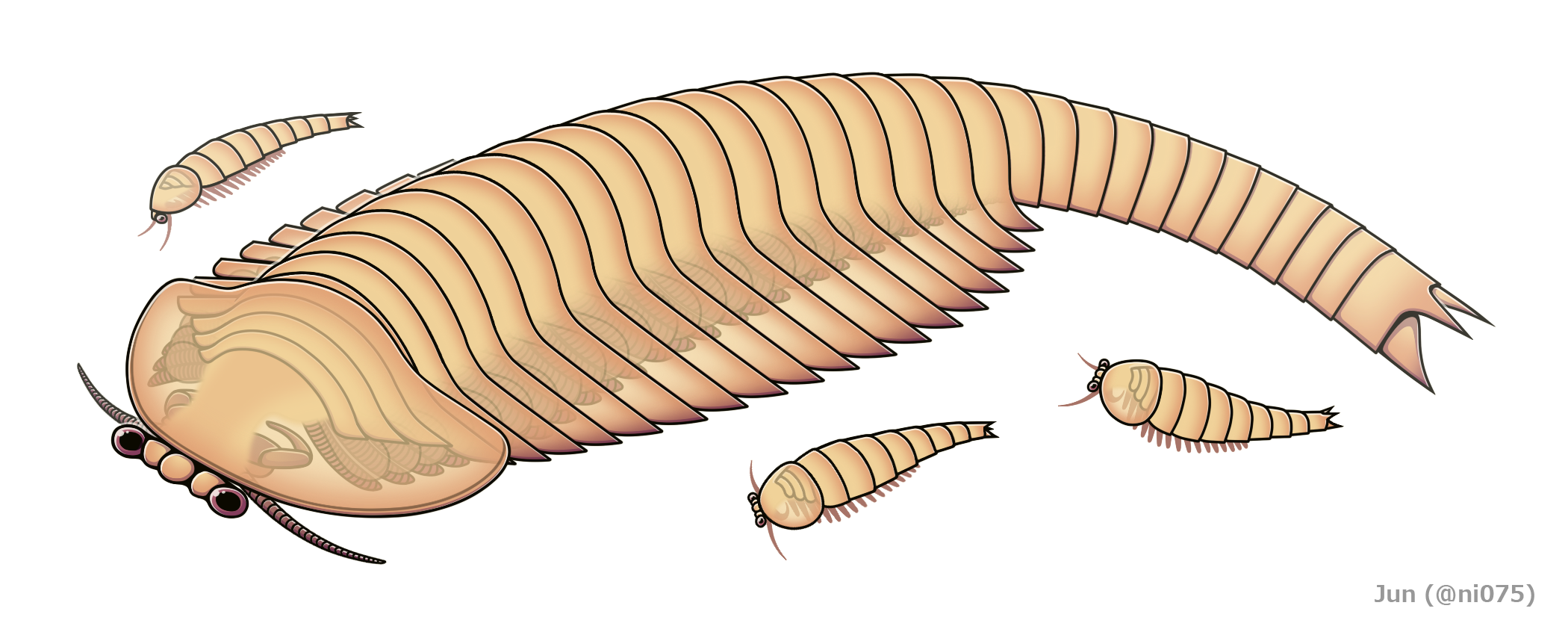
Fuxianhuia protensa のステージ30bの親（中央1匹）とステージ8の幼生（周り3匹）

また、同じ齢期でも顕著な体格差が見られることにより、フーシェンフイアの体格は齢期に同調せず、生息環境の栄養の豊かさに応じて変化できることも示唆される。性成熟になり始める齢期は不明だが、後述の証拠により、少なくとも F. protensa はステージ29で既に性成熟したと考えられる。
ステージ29の大型個体と数匹のステージ8幼生が、偶然らしからぬ良好な状態で共に保存された F. protensa の化石標本 ELI MU76A が見つかり、これは親子だったと考えられ、フーシェンフイアは幼生を保護する習性（保育行動 parental care）をもつことが示唆される。これに踏まえて、ステージ8は孵化直後として考えられないほど発育した段階のため、幼生は孵化直後に限らず、ある程度に成長するまで親が世話したことも示される。また、親の個体は幼生を運ぶ用の器官（育児袋など）は特になかったため、幼生は親の体にくっつけておらず、その近くに自由活動していたと推測される。

## 分類
記載当初（Hou 1987）のフーシェンフイアは、化石標本は頭部と付属肢を欠けた不完全なもので、他のフーシェンフイア類も未発見のため、どのような節足動物だったのかは不明であった。Wills et al. 1996 ではフーシェンフイアがクモガタ類とウミサソリ類の系統に近い鋏角類と推測されたが、後に独特な頭部と付属肢構造が判明し、チェンジャンゴカリスやリャンワンシャニアなどという類似の別属も見つかることにより、フーシェンフイアは鋏角類ではなく、これらの属と共に「フーシェンフイア類」（fuxianhuiid、フーシェンフイア目 Fuxianhuiida）という独特な分類群を構成する一員として知られるようになった。フーシェンフイア類自体の系統位置は議論的で、通常では鋏角類と大顎類より早期に分岐した基盤的な真節足動物とされるが、大顎類に含めるという異説もある（詳細はフーシェンフイア類#系統位置を参照）。

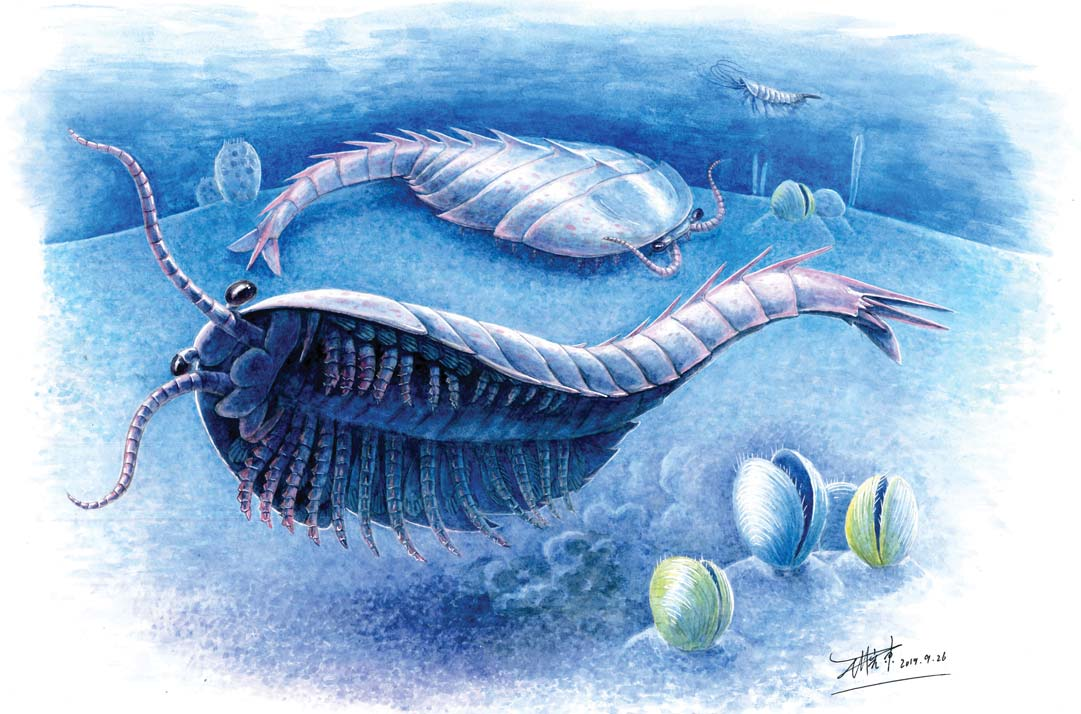
フーシェンフイアと同じくフーシェンフイア科に分類されるグァンウェイカリス

フーシェンフイア類の中で、フーシェンフイアはフーシェンフイア科（Fuxianhuiidae）の模式属である。フーシェンフイアと同じ本科に分類されるフーシェンフイア類は、2020年までではグァンウェイカリスとシャウカリスが知られている。これらの属は横に広い背甲と3節の前胸部が共通しながら、背板の形で明確に区別できる。なお系統解析では、この分類体系を支持と否定する結果が両方出ていて、後者の場合、フーシェンフイアは早期に分岐した基盤的なフーシェンフイア類、もしくはシャンコウイアとリャンワンシャニアに近縁とされる（フーシェンフイア類#下位分類を参照）。

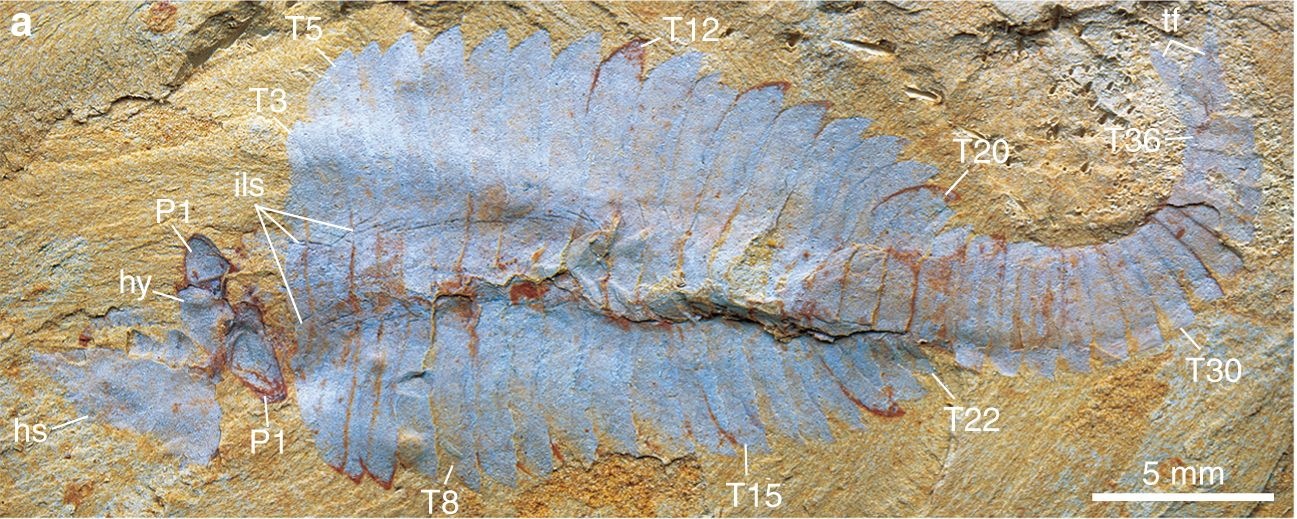
Fuxianhuia xiaoshibaensis の化石標本

フーシェンフイア（フーシェンフイア属 Fuxianhuia）は次の2種が認められ、後胸部と腹部の背板数によって区別される。それ以外では、Hongjingshao Formation で見つかり、暫定的に Fuxianhuia sp. (=Zeng et al. 2014 の Pisinnocaris? sp.）と同定された未明名の化石標本が知られている。
- Fuxianhuia protensa Hou, 1987 [4]（=Pisinnocaris subconigera Hou & Bergström, 1998 [5]）[6]

本属の模式種（タイプ種）。Maotianshan Shale（澄江動物群、約5億1,800万年前）のみから発見される。背板数は最多33枚、胸部14から21枚（後胸部11から19枚）、腹部12から13枚をもつ（ステージ8-9幼生を除く）。体長1.2cmから8cm。
Hou & Bergström 1998 に記載された新属（ピシンノカリス）新種 Pisinnocaris subconigera は、Fu et al. 2018 の再検討により本種の幼生だと判明し、本種のジュニアシノニム（無効の異名）とされるようになった。
- Fuxianhuia xiaoshibaensis Yang et al., 2013 [7]

Xiaoshiba Lagerstätte（Xiaoshiba biota、約5億1,600万年前）と Hongjingshao Formation から発見される。背板数は最多36枚、胸部20から22枚（後胸部17から19枚）、腹部14から16枚をもつ。体長2.8cmから3.2cm。